# Guanciale (gastronomia)

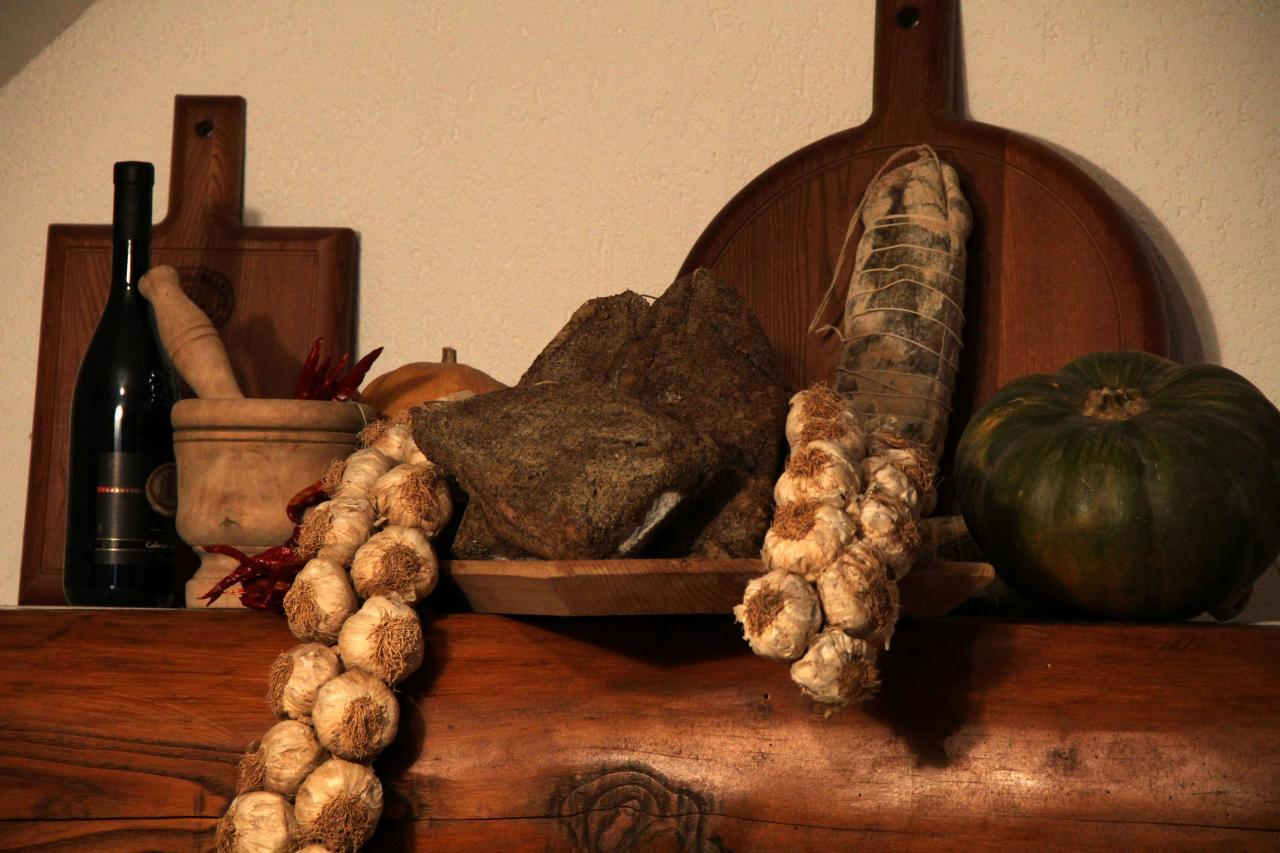
Guanciale di Norcia tra due trecce di aglio

Il guanciale è un salume preparato con un taglio di carne suina ricavato dalla gola del maiale,  percorso da venature magre di muscolo con una componente di grasso pregiato, di composizione diversa dal lardo (grasso del dorso) e dalla pancetta (grasso del ventre): la consistenza è più dura rispetto alla pancetta e il sapore più caratteristico.
Può essere utilizzato fresco oppure tagliato a pezzi rettangolari o triangolari e messo a stagionare appeso. In Romagna è chiamato goletta. 
Rientra nella preparazione di molti condimenti tra cui sono famosi la carbonara, l'amatriciana e la gricia. 

## PAT
Vanta il riconoscimento di prodotto tradizionale su proposta delle regioni:
- Abruzzo (guanciale amatriciano e di Campotosto[3][4][5]),
- Calabria,
- Friuli-Venezia Giulia,
- Lazio (guanciale dei monti Lepini di maiale nero e guanciale amatriciano),
- Molise,
- Sardegna,
- Toscana,
- Umbria,
- Puglia (guanciale di Faeto)